# Championnat d'Europe de badminton par équipes mixtes 2011
Navigation
Liverpool 2009 Moscou 2013
La 21e édition des championnats d'Europe de badminton par équipes mixtes, se tient au Sporthallen Zuid d'Amsterdam, aux Pays-Bas, du 15 au 20 février 2011.
Cet évènement sportif est organisé sous l'égide conjointe du Badminton Europe et du Badminton Nederland.

## Équipes participantes et groupes
Trente-deux équipes participent à ces championnats, dont celle du Danemark, détentrice du titre. Après la désignation des huit têtes de série, respectivement, Danemark, Allemagne, Angleterre, Russie, Pays-Bas, France, Ukraine et Pologne, le 13 décembre 2010, elles ont été réparties dans huit groupes de quatre, selon le tirage au sort effectué le 17 décembre 2010
| Groupe 1 Danemark Israël Italie Tchéquie | Groupe 2 Allemagne Belgique Estonie Lettonie | Groupe 3 Angleterre Autriche Irlande Slovénie | Groupe 4 Chypre Pays de Galles Russie Suède |

| Groupe 5 Islande Lituanie Pays-Bas Suisse | Groupe 6 Écosse Espagne France Slovaquie | Groupe 7 Bulgarie Finlande Hongrie Ukraine | Groupe 8 Biélorussie Croatie Pologne Portugal |

## Matches de groupe
- Pour chaque groupe, l'équipe classée à la première place est qualifiée pour les quarts de finale.

### Groupe 1
| Classement final |          |        |   |   |   |    |    |      |
|                  | Équipe   | Points | J | G | P | SP | SC | Diff |
| 1                | Danemark | 3      | 3 | 3 | 0 | 14 | 1  | +13  |
| 2                | Tchéquie | 2      | 3 | 2 | 1 | 10 | 5  | +5   |
| 3                | Israël   | 1      | 3 | 1 | 2 | 3  | 12 | -9   |
| 4                | Italie   | 0      | 3 | 0 | 3 | 3  | 12 | -9   |

| 15 février 2011 | Danemark | 5 | 0 | Israël             |
| 15 février 2011 | Italie   | 1 | 4 | République Tchèque |
| 16 février 2011 | Danemark | 5 | 0 | Italie             |
| 16 février 2011 | Israël   | 0 | 5 | République Tchèque |
| 17 février 2011 | Danemark | 4 | 1 | République Tchèque |
| 17 février 2011 | Israël   | 3 | 2 | Italie             |

### Groupe 2
| Classement final |           |        |   |   |   |    |    |      |
|                  | Équipe    | Points | J | G | P | SP | SC | Diff |
| 1                | Allemagne | 3      | 3 | 3 | 0 | 15 | 0  | +15  |
| 2                | Tchéquie  | 2      | 3 | 2 | 1 | 9  | 6  | +3   |
| 3                | Israël    | 1      | 3 | 1 | 2 | 6  | 9  | -3   |
| 4                | Italie    | 0      | 3 | 0 | 3 | 0  | 15 | -15  |

| 15 février 2011 | Estonie   | 4 | 1 | Belgique |
| 15 février 2011 | Allemagne | 5 | 0 | Lettonie |
| 16 février 2011 | Allemagne | 5 | 0 | Estonie  |
| 16 février 2011 | Lettonie  | 0 | 5 | Belgique |
| 17 février 2011 | Allemagne | 5 | 0 | Belgique |
| 17 février 2011 | Lettonie  | 0 | 5 | Estonie  |

### Groupe 3
| Classement final |            |        |   |   |   |    |    |      |
|                  | Équipe     | Points | J | G | P | SP | SC | Diff |
| 1                | Angleterre | 3      | 3 | 3 | 0 | 13 | 2  | +11  |
| 2                | Irlande    | 2      | 3 | 2 | 1 | 8  | 7  | +1   |
| 3                | Autriche   | 1      | 3 | 1 | 2 | 7  | 8  | -1   |
| 4                | Slovénie   | 0      | 3 | 0 | 3 | 2  | 13 | -11  |

| 15 février 2011 | Angleterre | 4 | 1 | Slovénie |
| 15 février 2011 | Autriche   | 2 | 3 | Irlande  |
| 16 février 2011 | Angleterre | 5 | 0 | Autriche |
| 16 février 2011 | Slovénie   | 1 | 4 | Irlande  |
| 17 février 2011 | Slovénie   | 0 | 5 | Autriche |
| 17 février 2011 | Angleterre | 4 | 1 | Irlande  |

### Groupe 4
| Classement final |          |        |   |   |   |    |    |      |
|                  | Équipe   | Points | J | G | P | SP | SC | Diff |
| 1                | Russie   | 3      | 3 | 3 | 0 | 14 | 1  | +13  |
| 2                | Irlande  | 2      | 3 | 2 | 1 | 10 | 5  | +5   |
| 3                | Autriche | 1      | 3 | 1 | 2 | 5  | 10 | -5   |
| 4                | Slovénie | 0      | 3 | 0 | 3 | 1  | 14 | -13  |

| 15 février 2011 | Russie         | 5 | 0 | Pays de Galles |
| 15 février 2011 | Chypre         | 0 | 5 | Suède          |
| 16 février 2011 | Russie         | 5 | 0 | Chypre         |
| 16 février 2011 | Pays de Galles | 1 | 4 | Suède          |
| 17 février 2011 | Pays de Galles | 4 | 1 | Chypre         |
| 17 février 2011 | Russie         | 4 | 1 | Suède          |

### Groupe 5
| Classement final |          |        |   |   |   |    |    |      |
|                  | Équipe   | Points | J | G | P | SP | SC | Diff |
| 1                | Pays-Bas | 3      | 3 | 3 | 0 | 10 | 5  | +5   |
| 2                | Suisse   | 2      | 3 | 2 | 1 | 11 | 4  | +7   |
| 3                | Islande  | 1      | 3 | 1 | 2 | 5  | 10 | -5   |
| 4                | Lituanie | 0      | 3 | 0 | 3 | 4  | 11 | -7   |

| 15 février 2011 | Lituanie | 1 | 4 | Suisse   |
| 15 février 2011 | Pays-Bas | 4 | 1 | Islande  |
| 16 février 2011 | Islande  | 0 | 5 | Suisse   |
| 16 février 2011 | Pays-Bas | 3 | 2 | Lituanie |
| 17 février 2011 | Islande  | 4 | 1 | Lituanie |
| 17 février 2011 | Pays-Bas | 3 | 2 | Suisse   |

### Groupe 6
| Classement final |           |        |   |   |   |    |    |      |
|                  | Équipe    | Points | J | G | P | SP | SC | Diff |
| 1                | France    | 3      | 3 | 3 | 0 | 12 | 3  | +9   |
| 2                | Écosse    | 2      | 3 | 2 | 1 | 11 | 4  | +7   |
| 3                | Espagne   | 1      | 3 | 1 | 2 | 7  | 8  | -1   |
| 4                | Slovaquie | 0      | 3 | 0 | 3 | 0  | 15 | -15  |

| 16 février 2011 | France    | 5 | 0 | Slovaquie |
| 16 février 2011 | Espagne   | 1 | 4 | Écosse    |
| 16 février 2011 | France    | 4 | 1 | Espagne   |
| 16 février 2011 | Slovaquie | 0 | 5 | Écosse    |
| 17 février 2011 | France    | 3 | 2 | Écosse    |
| 17 février 2011 | Slovaquie | 0 | 5 | Espagne   |

### Groupe 7
| Classement final |          |        |   |   |   |    |    |      |
|                  | Équipe   | Points | J | G | P | SP | SC | Diff |
| 1                | Bulgarie | 3      | 3 | 3 | 0 | 11 | 4  | +7   |
| 2                | Ukraine  | 2      | 3 | 2 | 1 | 11 | 4  | +7   |
| 3                | Finlande | 1      | 3 | 1 | 2 | 7  | 8  | -1   |
| 4                | Hongrie  | 0      | 3 | 0 | 3 | 1  | 14 | -13  |

| 15 février 2011 | Finlande | 1 | 4 | Bulgarie |
| 15 février 2011 | Ukraine  | 5 | 0 | Hongrie  |
| 16 février 2011 | Ukraine  | 4 | 1 | Finlande |
| 16 février 2011 | Hongrie  | 1 | 4 | Bulgarie |
| 17 février 2011 | Hongrie  | 0 | 5 | Finlande |
| 17 février 2011 | Ukraine  | 2 | 3 | Bulgarie |

### Groupe 8
| Classement final |             |        |   |   |   |    |    |      |
|                  | Équipe      | Points | J | G | P | SP | SC | Diff |
| 1                | Pologne     | 3      | 3 | 3 | 0 | 11 | 4  | +7   |
| 2                | Croatie     | 1      | 3 | 1 | 2 | 8  | 7  | +1   |
| 3                | Portugal    | 1      | 3 | 1 | 2 | 6  | 9  | -3   |
| 4                | Biélorussie | 1      | 3 | 1 | 2 | 5  | 10 | -5   |

| 16 février 2011 | Pologne     | 4 | 1 | Portugal    |
| 16 février 2011 | Biélorussie | 1 | 4 | Croatie     |
| 17 février 2011 | Pologne     | 4 | 1 | Biélorussie |
| 17 février 2011 | Portugal    | 3 | 2 | Croatie     |
| 17 février 2011 | Pologne     | 3 | 2 | Croatie     |
| 17 février 2011 | Portugal    | 2 | 3 | Biélorussie |

## Phase à élimination directe
|  | Quarts de finale                         | Quarts de finale                         |          |   | Demi-finales                             | Demi-finales                             |  |  | Finale                                   | Finale                                   |
|  | Quarts de finale                         | Quarts de finale                         |          |   | Demi-finales                             | Demi-finales                             |  |  | Finale                                   | Finale                                   |
|  |                                          |                                          |          |   |                                          |                                          |  |  |                                          |                                          |
|  | le 18 février à 19 h au Sporthallen Zuid | le 18 février à 19 h au Sporthallen Zuid |          |   | le 19 février à 15 h au Sporthallen Zuid | le 19 février à 15 h au Sporthallen Zuid |  |  | le 20 février à 13 h au Sporthallen Zuid | le 20 février à 13 h au Sporthallen Zuid |
|  | le 18 février à 19 h au Sporthallen Zuid | le 18 février à 19 h au Sporthallen Zuid |          |   | le 19 février à 15 h au Sporthallen Zuid | le 19 février à 15 h au Sporthallen Zuid |  |  | le 20 février à 13 h au Sporthallen Zuid | le 20 février à 13 h au Sporthallen Zuid |
|  | Danemark                                 | 3                                        |          |   | le 19 février à 15 h au Sporthallen Zuid | le 19 février à 15 h au Sporthallen Zuid |  |  | le 20 février à 13 h au Sporthallen Zuid | le 20 février à 13 h au Sporthallen Zuid |
|  | Danemark                                 | 3                                        |          |   | le 19 février à 15 h au Sporthallen Zuid | le 19 février à 15 h au Sporthallen Zuid |  |  | le 20 février à 13 h au Sporthallen Zuid | le 20 février à 13 h au Sporthallen Zuid |
|  | Pologne                                  | 0                                        |          |   | le 19 février à 15 h au Sporthallen Zuid | le 19 février à 15 h au Sporthallen Zuid |  |  | le 20 février à 13 h au Sporthallen Zuid | le 20 février à 13 h au Sporthallen Zuid |
|  | Pologne                                  | 0                                        | Danemark | 3 |                                          |                                          |  |  | le 20 février à 13 h au Sporthallen Zuid | le 20 février à 13 h au Sporthallen Zuid |
|  | le 18 février à 19 h au Sporthallen Zuid |                                          | Danemark | 3 |                                          |                                          |  |  | le 20 février à 13 h au Sporthallen Zuid | le 20 février à 13 h au Sporthallen Zuid |
|  |                                          | Angleterre                               | 1        |   |                                          |                                          |  |  | le 20 février à 13 h au Sporthallen Zuid | le 20 février à 13 h au Sporthallen Zuid |
|  | Angleterre                               | Angleterre                               | 1        | 3 |                                          |                                          |  |  | le 20 février à 13 h au Sporthallen Zuid | le 20 février à 13 h au Sporthallen Zuid |
|  | Angleterre                               |                                          |          | 3 |                                          |                                          |  |  | le 20 février à 13 h au Sporthallen Zuid | le 20 février à 13 h au Sporthallen Zuid |
|  | Bulgarie                                 | 1                                        |          |   |                                          |                                          |  |  | le 20 février à 13 h au Sporthallen Zuid | le 20 février à 13 h au Sporthallen Zuid |
|  | Bulgarie                                 | 1                                        | Danemark | 3 |                                          |                                          |  |  |                                          |                                          |
|  | le 18 février à 19 h au Sporthallen Zuid |                                          | Danemark | 3 |                                          |                                          |  |  |                                          |                                          |
|  |                                          | Allemagne                                | 1        |   |                                          |                                          |  |  |                                          |                                          |
|  | Pays-Bas                                 | Allemagne                                | 1        | 0 |                                          |                                          |  |  |                                          |                                          |
|  | Pays-Bas                                 | le 19 février à 15 h au Sporthallen Zuid |          | 0 |                                          |                                          |  |  |                                          |                                          |
|  | Russie                                   | 3                                        |          |   |                                          |                                          |  |  |                                          |                                          |
|  | Russie                                   | 3                                        | Russie   | 1 |                                          |                                          |  |  |                                          |                                          |
|  | le 18 février à 19 h au Sporthallen Zuid |                                          | Russie   | 1 |                                          |                                          |  |  |                                          |                                          |
|  |                                          | Allemagne                                | 3        |   |                                          |                                          |  |  |                                          |                                          |
|  | France                                   | Allemagne                                | 3        | 0 |                                          |                                          |  |  |                                          |                                          |
|  | France                                   |                                          |          | 0 |                                          |                                          |  |  |                                          |                                          |
|  | Allemagne                                | 3                                        |          |   |                                          |                                          |  |  |                                          |                                          |
|  | Allemagne                                | 3                                        |          |   |                                          |                                          |  |  |                                          |                                          |

### Quarts de finale
| | Danemark                               | 3                                             | -  | 0  | Pologne |  |  |
| --- | -------------------------------------- | --------------------------------------------- | -- | -- | ------- |  |  |
| Sporthallen Zuid - 18 février 2011 |                                        |                                               |    |    |         |  |  |
| Résumé du match |                                        |                                               |    |    |         |  |  |
| \| 1 \| \| Tine Baun \| 21 \| 21 \| \| \| \| \| 1 \| \| Małgorzata Kurdelska \| 15 \| 5 \| \| \| \| \| 2 \| \| Jan Ø. Jørgensen \| 22 \| 21 \| \| \| \| \| 2 \| \| Hubert Paczek \| 20 \| 12 \| \| \| \| \| 3 \| \| Kamilla Rytter Juhl / Marie Røpke \| 15 \| 22 \| 21 \| \| \| \| 3 \| \| Kamila Augustyn / Nadieżda Kostiuczyk \| 21 \| 20 \| 17 \| \| \| \| \| \| \| \| \| \| \| \| \| 4 \| \| Mathias Boe / Anders Kristiansen \| \| \| \| \| \| \| 4 \| Adam Cwalina / Michał Łogosz \| \| \| \| \| \| \| \| \| \| \| \| \| \| \| \| \| 5 \| \| Joachim Fischer Nielsen / Christinna Pedersen \| \| \| \| \| \| \| 5 \| Robert Mateusiak / Nadieżda Kostiuczyk \| \| \| \| \| \| \| \| \| \| \| \| \| \| \| \| |                                        |                                               |    |    |         |  |  |
| 1 |                                        | Tine Baun                                     | 21 | 21 |         |  |  |
| 1 |                                        | Małgorzata Kurdelska                          | 15 | 5  |         |  |  |
| 2 |                                        | Jan Ø. Jørgensen                              | 22 | 21 |         |  |  |
| 2 |                                        | Hubert Paczek                                 | 20 | 12 |         |  |  |
| 3 |                                        | Kamilla Rytter Juhl / Marie Røpke             | 15 | 22 | 21      |  |  |
| 3 |                                        | Kamila Augustyn / Nadieżda Kostiuczyk         | 21 | 20 | 17      |  |  |
| |                                        |                                               |    |    |         |  |  |
| 4 |                                        | Mathias Boe / Anders Kristiansen              |    |    |         |  |  |
| 4 | Adam Cwalina / Michał Łogosz           |                                               |    |    |         |  |  |
| |                                        |                                               |    |    |         |  |  |
| 5 |                                        | Joachim Fischer Nielsen / Christinna Pedersen |    |    |         |  |  |
| 5 | Robert Mateusiak / Nadieżda Kostiuczyk |                                               |    |    |         |  |  |
| |                                        |                                               |    |    |         |  |  |

| | Angleterre                       | 3                                       | -  | 1  | Bulgarie |  |  |
| --- | -------------------------------- | --------------------------------------- | -- | -- | -------- |  |  |
| Sporthallen Zuid - 18 février 2011 |                                  |                                         |    |    |          |  |  |
| Résumé du match |                                  |                                         |    |    |          |  |  |
| \| 1 \| \| Kate Robertshaw \| 11 \| 16 \| \| \| \| \| 1 \| \| Linda Zechiri \| 21 \| 21 \| \| \| \| \| 2 \| \| Carl Baxter \| 21 \| 21 \| \| \| \| \| 2 \| \| Blagovest Kisyov \| 9 \| 7 \| \| \| \| \| 3 \| \| Jenny Wallwork / Gabrielle White \| 21 \| 22 \| \| \| \| \| 3 \| \| Petya Nedelcheva / Dimitria Popstoikova \| 16 \| 20 \| \| \| \| \| \| \| \| \| \| \| \| \| \| 4 \| \| Anthony Clark / Chris Langridge \| 21 \| 21 \| \| \| \| \| 4 \| \| Peyo Boychinov / Krasimir Yankov \| 9 \| 10 \| \| \| \| \| \| \| \| \| \| \| \| \| \| 5 \| \| Nathan Robertson / Jenny Wallwork \| \| \| \| \| \| \| 5 \| Stiliyan Makarski / Diana Dimova \| \| \| \| \| \| \| \| \| \| \| \| \| \| \| \| |                                  |                                         |    |    |          |  |  |
| 1 |                                  | Kate Robertshaw                         | 11 | 16 |          |  |  |
| 1 |                                  | Linda Zechiri                           | 21 | 21 |          |  |  |
| 2 |                                  | Carl Baxter                             | 21 | 21 |          |  |  |
| 2 |                                  | Blagovest Kisyov                        | 9  | 7  |          |  |  |
| 3 |                                  | Jenny Wallwork / Gabrielle White        | 21 | 22 |          |  |  |
| 3 |                                  | Petya Nedelcheva / Dimitria Popstoikova | 16 | 20 |          |  |  |
| |                                  |                                         |    |    |          |  |  |
| 4 |                                  | Anthony Clark / Chris Langridge         | 21 | 21 |          |  |  |
| 4 |                                  | Peyo Boychinov / Krasimir Yankov        | 9  | 10 |          |  |  |
| |                                  |                                         |    |    |          |  |  |
| 5 |                                  | Nathan Robertson / Jenny Wallwork       |    |    |          |  |  |
| 5 | Stiliyan Makarski / Diana Dimova |                                         |    |    |          |  |  |
| |                                  |                                         |    |    |          |  |  |

| | Pays-Bas                        | 0                                        | -  | 3  | Russie |  |  |
| --- | ------------------------------- | ---------------------------------------- | -- | -- | ------ |  |  |
| Sporthallen Zuid - 18 février 2011 |                                 |                                          |    |    |        |  |  |
| Résumé du match |                                 |                                          |    |    |        |  |  |
| \| 1 \| \| Ruud Bosch / Lotte Jonathans \| 19 \| 13 \| \| \| \| \| 1 \| \| Evgeniy Dremin / Valeria Sorokina \| 21 \| 21 \| \| \| \| \| 2 \| \| Rune Massing \| 20 \| 11 \| \| \| \| \| 2 \| \| Stanislav Pukhov \| 22 \| 21 \| \| \| \| \| 3 \| \| Patty Stolzenbach \| 7 \| 15 \| \| \| \| \| 3 \| \| Ella Diehl \| 21 \| 21 \| \| \| \| \| \| \| \| \| \| \| \| \| \| 4 \| \| Ruud Bosch / Koen Ridder \| \| \| \| \| \| \| 4 \| Vladimir Ivanov / Ivan Sozonov \| \| \| \| \| \| \| \| \| \| \| \| \| \| \| \| \| 5 \| \| Lotte Jonathans / Paulien van Dooremalen \| \| \| \| \| \| \| 5 \| Valeria Sorokina / Nina Vislova \| \| \| \| \| \| \| \| \| \| \| \| \| \| \| \| |                                 |                                          |    |    |        |  |  |
| 1 |                                 | Ruud Bosch / Lotte Jonathans             | 19 | 13 |        |  |  |
| 1 |                                 | Evgeniy Dremin / Valeria Sorokina        | 21 | 21 |        |  |  |
| 2 |                                 | Rune Massing                             | 20 | 11 |        |  |  |
| 2 |                                 | Stanislav Pukhov                         | 22 | 21 |        |  |  |
| 3 |                                 | Patty Stolzenbach                        | 7  | 15 |        |  |  |
| 3 |                                 | Ella Diehl                               | 21 | 21 |        |  |  |
| |                                 |                                          |    |    |        |  |  |
| 4 |                                 | Ruud Bosch / Koen Ridder                 |    |    |        |  |  |
| 4 | Vladimir Ivanov / Ivan Sozonov  |                                          |    |    |        |  |  |
| |                                 |                                          |    |    |        |  |  |
| 5 |                                 | Lotte Jonathans / Paulien van Dooremalen |    |    |        |  |  |
| 5 | Valeria Sorokina / Nina Vislova |                                          |    |    |        |  |  |
| |                                 |                                          |    |    |        |  |  |

| | France                                | 0                                  | -  | 3  | Allemagne |  |  |
| --- | ------------------------------------- | ---------------------------------- | -- | -- | --------- |  |  |
| Sporthallen Zuid - 18 février 2011 |                                       |                                    |    |    |           |  |  |
| Résumé du match |                                       |                                    |    |    |           |  |  |
| \| 1 \| \| Baptiste Carême / Laura Choinet \| 11 \| 21 \| 12 \| \| \| \| 1 \| \| Michael Fuchs / Birgit Michels \| 21 \| 17 \| 21 \| \| \| \| 2 \| \| Brice Leverdez \| 9 \| 12 \| \| \| \| \| 2 \| \| Marc Zwiebler \| 21 \| 21 \| \| \| \| \| 3 \| \| Perrine Le Buhanic \| 4 \| 3 \| \| \| \| \| 3 \| \| Juliane Schenk \| 21 \| 21 \| \| \| \| \| \| \| \| \| \| \| \| \| \| 4 \| \| Baptiste Carême / Sylvain Grosjean \| \| \| \| \| \| \| 4 \| Ingo Kindervater / Johannes Schöttler \| \| \| \| \| \| \| \| \| \| \| \| \| \| \| \| \| 5 \| \| Laura Choinet / Audrey Fontaine \| \| \| \| \| \| \| 5 \| Sandra Marinello / Birgit Michels \| \| \| \| \| \| \| \| \| \| \| \| \| \| \| \| |                                       |                                    |    |    |           |  |  |
| 1 |                                       | Baptiste Carême / Laura Choinet    | 11 | 21 | 12        |  |  |
| 1 |                                       | Michael Fuchs / Birgit Michels     | 21 | 17 | 21        |  |  |
| 2 |                                       | Brice Leverdez                     | 9  | 12 |           |  |  |
| 2 |                                       | Marc Zwiebler                      | 21 | 21 |           |  |  |
| 3 |                                       | Perrine Le Buhanic                 | 4  | 3  |           |  |  |
| 3 |                                       | Juliane Schenk                     | 21 | 21 |           |  |  |
| |                                       |                                    |    |    |           |  |  |
| 4 |                                       | Baptiste Carême / Sylvain Grosjean |    |    |           |  |  |
| 4 | Ingo Kindervater / Johannes Schöttler |                                    |    |    |           |  |  |
| |                                       |                                    |    |    |           |  |  |
| 5 |                                       | Laura Choinet / Audrey Fontaine    |    |    |           |  |  |
| 5 | Sandra Marinello / Birgit Michels     |                                    |    |    |           |  |  |
| |                                       |                                    |    |    |           |  |  |

### Demi-finales
| | Danemark                          | 3                                             | -  | 1  | Angleterre |  |  |
| --- | --------------------------------- | --------------------------------------------- | -- | -- | ---------- |  |  |
| Sporthallen Zuid - 19 février 2011 |                                   |                                               |    |    |            |  |  |
| |                                   |                                               |    |    |            |  |  |
| \| 1 \| \| Tine Baun \| 21 \| 21 \| \| \| \| \| 1 \| \| Sarah Walker \| 8 \| 7 \| \| \| \| \| 2 \| \| Jan Ø. Jørgensen \| 21 \| 11 \| 12 \| \| \| \| 2 \| \| Rajiv Ouseph \| 13 \| 21 \| 21 \| \| \| \| 3 \| \| Christinna Pedersen / Kamilla Rytter Juhl \| 21 \| 21 \| \| \| \| \| 3 \| \| Jenny Wallwork / Gabrielle White \| 14 \| 16 \| \| \| \| \| \| \| \| \| \| \| \| \| \| 4 \| \| Mathias Boe / Carsten Mogensen \| 27 \| 21 \| 21 \| \| \| \| 4 \| \| Chris Adcock / Andrew Ellis \| 29 \| 19 \| 17 \| \| \| \| \| \| \| \| \| \| \| \| \| 5 \| \| Joachim Fischer Nielsen / Christinna Pedersen \| \| \| \| \| \| \| 5 \| Nathan Robertson / Jenny Wallwork \| \| \| \| \| \| \| \| \| \| \| \| \| \| \| \| |                                   |                                               |    |    |            |  |  |
| 1 |                                   | Tine Baun                                     | 21 | 21 |            |  |  |
| 1 |                                   | Sarah Walker                                  | 8  | 7  |            |  |  |
| 2 |                                   | Jan Ø. Jørgensen                              | 21 | 11 | 12         |  |  |
| 2 |                                   | Rajiv Ouseph                                  | 13 | 21 | 21         |  |  |
| 3 |                                   | Christinna Pedersen / Kamilla Rytter Juhl     | 21 | 21 |            |  |  |
| 3 |                                   | Jenny Wallwork / Gabrielle White              | 14 | 16 |            |  |  |
| |                                   |                                               |    |    |            |  |  |
| 4 |                                   | Mathias Boe / Carsten Mogensen                | 27 | 21 | 21         |  |  |
| 4 |                                   | Chris Adcock / Andrew Ellis                   | 29 | 19 | 17         |  |  |
| |                                   |                                               |    |    |            |  |  |
| 5 |                                   | Joachim Fischer Nielsen / Christinna Pedersen |    |    |            |  |  |
| 5 | Nathan Robertson / Jenny Wallwork |                                               |    |    |            |  |  |
| |                                   |                                               |    |    |            |  |  |

| | Russie                         | 1                                      | -  | 3  | Allemagne |  |  |
| --- | ------------------------------ | -------------------------------------- | -- | -- | --------- |  |  |
| Sporthallen Zuid - 19 février 2011 |                                |                                        |    |    |           |  |  |
| |                                |                                        |    |    |           |  |  |
| \| 1 \| \| Ella Diehl \| 10 \| 19 \| \| \| \| \| 1 \| \| Juliane Schenk \| 21 \| 21 \| \| \| \| \| 2 \| \| Stanislav Pukhov \| 12 \| 14 \| \| \| \| \| 2 \| \| Marc Zwiebler \| 21 \| 21 \| \| \| \| \| 3 \| \| Valeria Sorokina / Nina Vislova \| 13 \| 21 \| 21 \| \| \| \| 3 \| \| Sandra Marinello / Birgit Michels \| 21 \| 17 \| 15 \| \| \| \| \| \| \| \| \| \| \| \| \| 4 \| \| Evgeniy Dremin / Ivan Sozonov \| 15 \| 17 \| \| \| \| \| 4 \| \| Ingo Kindervater / Johannes Schoettler \| 21 \| 21 \| \| \| \| \| \| \| \| \| \| \| \| \| \| 5 \| \| Vitalij Durkin / Nina Vislova \| \| \| \| \| \| \| 5 \| Michael Fuchs / Birgit Michels \| \| \| \| \| \| \| \| \| \| \| \| \| \| \| \| |                                |                                        |    |    |           |  |  |
| 1 |                                | Ella Diehl                             | 10 | 19 |           |  |  |
| 1 |                                | Juliane Schenk                         | 21 | 21 |           |  |  |
| 2 |                                | Stanislav Pukhov                       | 12 | 14 |           |  |  |
| 2 |                                | Marc Zwiebler                          | 21 | 21 |           |  |  |
| 3 |                                | Valeria Sorokina / Nina Vislova        | 13 | 21 | 21        |  |  |
| 3 |                                | Sandra Marinello / Birgit Michels      | 21 | 17 | 15        |  |  |
| |                                |                                        |    |    |           |  |  |
| 4 |                                | Evgeniy Dremin / Ivan Sozonov          | 15 | 17 |           |  |  |
| 4 |                                | Ingo Kindervater / Johannes Schoettler | 21 | 21 |           |  |  |
| |                                |                                        |    |    |           |  |  |
| 5 |                                | Vitalij Durkin / Nina Vislova          |    |    |           |  |  |
| 5 | Michael Fuchs / Birgit Michels |                                        |    |    |           |  |  |
| |                                |                                        |    |    |           |  |  |

### Finale
| | Danemark                       | 3                                             | -  | 1  | Allemagne |  |  |
| --- | ------------------------------ | --------------------------------------------- | -- | -- | --------- |  |  |
| Sporthallen Zuid - 20 février 2011 |                                |                                               |    |    |           |  |  |
| |                                |                                               |    |    |           |  |  |
| \| 1 \| \| Karina Jørgensen \| 16 \| 19 \| \| \| \| \| 1 \| \| Juliane Schenk \| 21 \| 21 \| \| \| \| \| 2 \| \| Jan Ø. Jørgensen \| 21 \| 21 \| \| \| \| \| 2 \| \| Marc Zwiebler \| 18 \| 15 \| \| \| \| \| 3 \| \| Christinna Pedersen / Kamilla Rytter Juhl \| 21 \| 21 \| \| \| \| \| 3 \| \| Sandra Marinello / Birgit Michels \| 17 \| 12 \| \| \| \| \| \| \| \| \| \| \| \| \| \| 4 \| \| Mathias Boe / Carsten Mogensen \| 21 \| 21 \| \| \| \| \| 4 \| \| Ingo Kindervater / Johannes Schoettler \| 13 \| 16 \| \| \| \| \| \| \| \| \| \| \| \| \| \| 5 \| \| Joachim Fischer Nielsen / Christinna Pedersen \| \| \| \| \| \| \| 5 \| Michael Fuchs / Birgit Michels \| \| \| \| \| \| \| \| \| \| \| \| \| \| \| \| |                                |                                               |    |    |           |  |  |
| 1 |                                | Karina Jørgensen                              | 16 | 19 |           |  |  |
| 1 |                                | Juliane Schenk                                | 21 | 21 |           |  |  |
| 2 |                                | Jan Ø. Jørgensen                              | 21 | 21 |           |  |  |
| 2 |                                | Marc Zwiebler                                 | 18 | 15 |           |  |  |
| 3 |                                | Christinna Pedersen / Kamilla Rytter Juhl     | 21 | 21 |           |  |  |
| 3 |                                | Sandra Marinello / Birgit Michels             | 17 | 12 |           |  |  |
| |                                |                                               |    |    |           |  |  |
| 4 |                                | Mathias Boe / Carsten Mogensen                | 21 | 21 |           |  |  |
| 4 |                                | Ingo Kindervater / Johannes Schoettler        | 13 | 16 |           |  |  |
| |                                |                                               |    |    |           |  |  |
| 5 |                                | Joachim Fischer Nielsen / Christinna Pedersen |    |    |           |  |  |
| 5 | Michael Fuchs / Birgit Michels |                                               |    |    |           |  |  |
| |                                |                                               |    |    |           |  |  |